# Barend Ferwerda
Barend Ferwerda (Amsterdam, 3 april 1880 - Heelsum, 27 december 1958) was een Nederlandse kunstschilder, tekenaar, graficus, etser en lithograaf.
Zijn eerste lessen kreeg hij van Carel van Dapperen en Gerard Overmans. Tussen 1899 en 1902 bezocht hij de Rijksacademie van beeldende kunsten in Amsterdam onder leiding van Rudolf Stang. In 1905 vestigt hij zich met zijn vrouw in Renkum. Hij zou er dertig jaar bestuurder van kunstvereniging Pictura Veluvensis blijven.
Onderwerpen in zijn werk waren bloemstillevens en landschappen. Zijn landschappen waren vaak Veluws of Scandinavisch. Ook maakte hij een zelfportret. Vanwege zijn kleurrijke schilderen wordt hij wel als colorist aangeduid. Hij woonde achtereenvolgens in Amsterdam, Ruurlo, Ede, Leersum, Renkum, Heelsum en Oosterbeek. Hij was lid van vele kunstenaarsverenigingen waaronder het Amsterdamse Arti et Amicitiae en Artibus Sacrum in Arnhem.
In 2011 was een overzichtstentoonstelling van zijn werk te zien in Museum Veluwezoom dat gevestigd is in Kasteel Doorwerth.

## Biografie
- Dick van Veelen & Ulbe Anema - Barend Ferwerda - Veluwezoomschilder en bestuurder, uitgeverij Kontrast, Oosterbeek (2011), 136 pagina's, ISBN 978-94-90834-11-1

- Biografisch Portaal: 68389964
- Gemeinsame Normdatei: 1018734287
- International Standard Name Identifier: 0000 0003 5616 7451
- Library of Congress Control Number: no2011123390
- Nederlandse Thesaurus van Auteursnamen: 341044601
- RKD-Nederlands Instituut voor Kunstgeschiedenis: 27832
- Système universitaire de documentation: 164292918
- Virtual International Authority File: 180545756
- WorldCat: E39PBJxhjq4hrJ76BYvqKHgdwC